# Yolanda Falcón
Yolanda Carolina Falcón Lizaraso (Trujillo, 9 de octubre de 1959) es una abogada y funcionaria peruana. Ha sido Defensora del Pueblo de las regiones La Libertad y el Callao y Defensora del Asegurado del Seguro Social de Salud del Perú. Desde el año 1983 ejerce la profesión de abogada, especializándose en defensa de derechos, gestión de conflictos y salud pública. 

## Educación
Nacida en Provincia de Trujillo, Perú en 1959, fue hija del médico e investigador trujillano Percy Falcón.  Estudió leyes en la Universidad Nacional de Trujillo de donde egresó en el año 1983. Tuvo estudios posteriores en Gestión en Salud y Gerencia Social.

## Labor Pública
Luego de egresar de la universidad, inicia su carrera como abogada litigante que le permitiría en 1997 asumir la dirección de la Oficina de la Defensoría del Pueblo del Perú en la región La Libertad donde durante 12 años asumió la labor de defensa de los derechos ciudadanos, gestión de conflictos sociales y lucha contra la violencia. 
En el año 2009, se trasladó al Callao donde lidera la oficina defensorial de esta región tomando medidas en favor de esta población, atendiendo los reclamos de 1.5 millones de chalacos y de 100 mil ciudadanos de Huaral y Barranca durante 3 años.
En el 2012, se unió a las filas del Seguro Social de Salud del Perú EsSalud como Defensora del asegurado y Gerente Central de Atención al Asegurado,atendiendo las demandas de 11 millones de usuarios trabajando de la mano con periodistas y líderes de opinión peruanos para superar los inconvenientes en la atención hospitalaria de pacientes. 